# Grube Rupertus
Die Grube Rupertus ist eine ehemalige Buntmetallerzgrube im Bensberger Erzrevier in Overath. Sie lag östlich von der Ortschaft Bengelshöhe in Vilkerath.

## Geschichte
Die Informationen über die Grube Rupertus sind gering. Es gab ein erstes Mutungsgesuch auf Bleierz, Blende und Kupfererz am 21. März 1863. Nach fünf weiteren Mutungen in der Zeit von 1863 bis 1867 kam es zur Schlussverhandlung am 16. März 1868 und anschließenden Verleihung am 12. Juli 1868. Am 27. Oktober 1873 wurde ein Antrag auf Erweiterung der Verleihung auf Schwefelkies gestellt, dem mit Verleihungsurkunde vom 17. Dezember 1873 entsprochen wurde. 

## Betrieb und Anlagen
Der Fundpunkt lag im Scheidsiefen am Hagen östlich von der Ortschaft Bengelshöhe. Im Jahr 1873 wurde ein 40 Meter langer Stollen mit einer 18 Meter langen Gangstrecke aufgefahren. Es wurden nur Schürfarbeiten durchgeführt. In den Akten wird die Grube Rupertus unter den „nicht gebauten Gängen“ geführt.